# Songs from a Pale and Bitter Moon
Songs from a Pale and Bitter Moon är andra musikalbumet för Blue for Two utgivet i november 1988. Inspelad juli 1987 och september 1988 i Music-A-Matic Studio, Göteborg. Lipp och Wadling bygger här vidare på stämningarna från förra skivan men förstärker bredden till att gå från brutaldisco till ballader och inspiration från klassisk och orientalisk musik. Jämfört med debutalbumet har Chips Kiesbyes gitarr också en större plats. I texterna märker man inspiration från film och framför allt från Wadlings stora intresse skräckfilm.

## Låtlista[1]

### Sida 1
1. Into The Garden Of Your Mind – 3:42
2. Is It Worth It – 5:39
3. Sink Or Swim – 4:17
4. Evil Eye – 4:08
5. Eye Of A Storm – 4:59

### Sida 2
1. Don't Look Now – 4:51
2. Love Begins To Write A Book Across My Face – 6:22
3. Stay Casey – 4:36
4. Dla Ciebie – 2:08
5. Aloadin – 3:25

### Bonusspår på CD-utgåvan
1. The Drums – 4:56
2. Manson Moon – 3:42
3. Into The Dawn – 3:52
4. Why Hurry? – 6:44

Dla Ciebie är polska för För dig.

## Musiker
- Freddie Wadling - sång
- Henryk Lipp - datorer, synthar, keyboard
- Chips Kiesbye - gitarr
- Christer Jansson - trummor
- Ilbert - trummor
- Björn Olsson - absent guitars
- Jonas Åkerblom - bassaxofon
- Sven Fridolfsson - saxofon
- Lennart Grahn - trumpet
- Erik Fridolfsson - trumpet
- Thomas Mårdsjö - trombon
- Kör: Titiyo, Scottie Preston, Katarina Milton Almgren, Patricia Page, Lälling Palmeklint, Peter Wiik